# Ивановка (Одинцовский район)
Ивановка — деревня в Одинцовском районе Московской области, в составе сельского поселения Ершовское. В 2002—2006 годах Ивановка была центром Аксиньинского сельского округа.
Прилегающая к селу Козино деревня расположена в 700 м от левого берега Москва-реки и в 5 километрах на восток от Звенигорода, высота центра над уровнем моря 138 м.
Впервые в исторических документах деревня встречается в Указателе селений и жителей уездов Московской губернии 1852 года, согласно которому в нововыселенной деревне Ивановке числилось 15 дворов, 77 душ мужского пола и 78 — женского, в 1890 году — 169 человек. По Всесоюзной переписи 17 декабря 1926 года числилось 44 хозяйства и 222 жителя, по переписи 1989 года — 36 хозяйств и 53 жителя.

## Население
| 2002 | 2006 | 2010 |
| ---- | ---- | ---- |
| 58   | →58  | ↘46  |